# Festival international du film sur l'art
Pour les articles homonymes, voir FIFA (homonymie).
Le Festival international du film sur l'art (le FIFA), fondé par René Rozon, se consacre à la promotion et au rayonnement international du film sur l’art et des arts médiatiques. Le film sur l'art consiste en une œuvre cinématographique dont la principale finalité s'incarne dans la représentation d'un art choisis et la traite de points différents qui le concerne au travers de la mise en scène par exemple. Depuis près de quatre décennies le FIFA propose un événement annuel au mois de mars, qui permet de découvrir les derniers documentaires sur l’art. Avec une programmation et différentes activités tout au long de l’année à travers un vaste réseau de diffusion culturelle et scolaire, Le FIFA s’engage à accroître la connaissance et l’appréciation de l’art auprès du public, à promouvoir le travail des artistes œuvrant dans les domaines du cinéma, de la vidéo et des arts visuels, ainsi qu’à encourager la production et la diffusion de films sur l’art. Il est aussi important de noter le nombre de critiques et rapports dont le FIFA est le sujet principale permettant au public de le découvrir et de l'apprécier au travers d'un prisme différent incarné par ces vision extérieurs.
En mars 2021, le FIFA lance ARTS.FILM, un nouveau centre d’art virtuel qui rend des films sur l’art accessibles partout au Canada, en tout temps et toute l’année.

## Historique
Fondé en 1981 par René Rozon, sous l’égide du Conseil international du cinéma, de la télévision et de la communication audiovisuelle de l’UNESCO et parrainé par le Musée d’art contemporain de Montréal, le Festival international du film sur l'art est devenu une organisation autonome en 1983 alors que celle-ci constitue son propre conseil d’administration. D’une durée de cinq jours, la première édition du FIFA projetait 50 films en provenance de 12 pays à la Cinémathèque québécoise. En 1992, il passe à 150 films issus de 24 pays différents et en 2003, ce sont 254 films qui sont présentés dans huit salles durant onze jours. À l’occasion de son 25e anniversaire, Le FIFA organise un Colloque international du film sur l’art, réunissant des spécialistes du monde entier et crée les Découvertes du Film sur l’Art, avec le soutien du programme du Conseil des arts de Montréal en tournée. C’est en 2011 que s’est tenue la première édition du Marché international du film sur l'art (MIFA), un événement ayant lieu en parallèle de la tenue du Festival. Fortement implanté dans plusieurs lieux de diffusion au Québec et à l’étranger, Le FIFA présente une programmation à l’année à travers la province et le pays, notamment au Musée McCord, au Centre canadien d'architecture (CCA) et au Musée national des beaux-arts du Québec (MNBAQ), ou encore à l’étranger dans des villes telles que Paris et Tourcoing (France), Londres (Royaume-Uni), ou encore Washington (États-Unis). 
Le Festival a été dirigé par son fondateur de 1981 à 2015. De 2016 à 2017, Natalie McNeil est directrice exécutive et de 2016 à 2018 Anita Hugi est directrice de la programmation,,. 
Au cours de l'année 2018, le Festival a opéré un changement de garde à la tête de l’organisme, avec la nomination de Philippe U. del Drago à titre de directeur général. Après 35 années d’existence, ce changement de direction marque le début d'une nouvelle ère pour le Festival international du film sur l'art qui, tout en s'inscrivant dans une tradition et un héritage culturel, s'ouvre à de nouveaux horizons artistiques.
Chaque année, sa sélection reflète la qualité et la diversité de cette production mondiale. Sa principale activité consiste en l'organisation d’un festival de nature compétitive, reconnu comme le plus important au monde dans son domaine. Le FIFA est une société à but non lucratif qui a présenté, depuis ses débuts, près de 5 000 films en provenance de 77 pays et a décerné plus de 400 prix.

### Le FIFA en quelques dates
- 1981 : Fondation par René Rozon (d), Fondateur et directeur artistique émérite. L’organisme est soutenu par l’Unesco et le Musée d’art contemporain de Montréal[10].

- 1984 : Détachement de la tutelle gouvernementale et autonomie totale du FIFA.

- 1984 : 75 films projetés dans deux lieux de diffusion.
- 1985 : 100 films dans trois lieux de diffusion.
- 1990 : Le Festival attire pour la première fois des productions de plus de 20 pays. Pour sa 8e édition, plus de 140 films et vidéos de 23 pays sont projetés dans quatre lieux de diffusion.
- 1992 : 10e anniversaire – Présentation de plus de 150 œuvres de 24 pays dans cinq lieux de diffusion. Première tournée des lauréats au Musée national des beaux-arts du Québec (Québec).

- 1994 : La 12e édition du Festival propose 123 films de 26 pays dans six lieux de diffusion.
- 1995[11] : Première tournée des lauréats à Helsinki, à la Galerie nationale de Finlande. Première tournée des lauréats à Paris, au Musée du Louvre.

- 1996 : Première tournée des lauréats à la National Gallery de Washington.
- 1998 : Première tournée des lauréats à New York (divers lieux au cours des ans : Anthology Film Archives, Donnell Media Center, Dahesh Museum of Art, Paley Center for Media, Morgan Library, New York Public Library, AIA Center for Architecture (en), Lincoln Center).
- 2000 : Le FIFA est lauréat du Grand Prix du Conseil des arts de Montréal. Création des Matinées du Film sur l’Art : présentation, à l’automne, des lauréats au Musée des beaux-arts de Montréal.
- 2002 : 20e[12] anniversaire – Présentation de 205 films de 29 pays dans huit lieux de diffusion. Première tournée des lauréats à Tourcoing, au Studio national des arts contemporains - Le Fresnoy.
- 2003 : 254 films sont présentés dans 8 salles durant 11 jours. Première tournée des lauréats au Los Angeles County Museum of Art (LACMA).
- 2004 : Le Festival passe officiellement de 6 à 11 jours d’activités.
- 2005 : Création de la Vidéothèque à l’intention des professionnels de l’industrie cinématographique. Création des Découvertes du Film sur l’Art, dans le cadre du Conseil des arts de Montréal en tournée.
- 2006 : Première tournée des lauréats au Boston Museum of Fine Arts.
- 2007 : 25e[5] anniversaire et Colloque international du film sur l’art, réunissant des spécialistes du monde entier.
- 2009 : Le Festival ajoute un 9e lieu de diffusion. Première tournée de films sur l’architecture et le design au Center for Architecture de l’American Institute of Architecture à New York.
- 2011 : Première édition du Marché International du Film sur l’Art (MIFA).
- 2016 : Nomination de Natalie McNeil à titre de Directrice générale.
- 2016: Nomination de Anita Hugi comme directrice de la programmation[13].
- 2017: Création de la section "Nouvelles Ecritures", dédiée à la création interactive et VR sur l'Art, proposant une sélection d'oeuvres immersives canadiennes et internationales et une retrospective (2017: Stuart Campbell)[14].
- 2018 : Présence nouvelle du FIFA à Québec, au Musée national des beaux-arts du Québec (MNBAQ), en parallèle au festival à Montréal[15],[16].
- 2018 : Nomination de Philippe U. del Drago, au poste de directeur général et artistique.
- 2020 : Pour sa 38e[17] édition, Le FIFA a été le premier festival de cinéma dans les Amériques (et le deuxième au monde) à migrer en ligne et avec succès en temps de pandémie de Covid-19.
- 2020 : Le FIFA fête son 30e anniversaire de présence à la National Gallery of Art (Washington, D.C., États-Unis)[9].
- 2021 : Création de ARTS.FILM, centre d’art virtuel qui rend des films sur l’art accessibles partout au Canada, en tout temps et toute l’année.
- 2021 : Nomination pour un des nouveaux Prix du Conseil des arts de Montréal, Nos Indispensables, dans la catégorie Innovation.
- 2021 : 20e anniversaire de présence au Fresnoy — Studio national des arts contemporains (Tourcoing, France).
- 2022 : Quarantième édition du 15 au 27 mars 2022.
- 2024 : Associés dans la représentation culturelle du Canada à Paris 2024, le Festival International du Film sur l’Art (Le FIFA) et le Centre Culturel Canadien à Paris (CCC) ont présenté deux programmes de films en marge des Jeux olympiques et Paralympiques de Paris 2024.
- 2025 : 43e édition du 13 au 23 mars débutant par la projection du documentaire Michel Gondry, Do It Yourself, réalisé par François Nemeta[18].

## Prix et palmarès
| Édition | Année | Dates         | Palmarès | Jury |
| 43e     | 2025  | 13 au 23 mars | GRAND PRIX BALOMANIA de Sissel Morell-Dargis 🇩🇰 Danemark 🇪🇸 Espagne PRIX DU JURY THE TIRANA CONSPIRACY de Manfredi Lucibello 🇮🇹 Italie PRIX DU MEILLEUR ESSAI SOUNDTRACK TO A COUP D’ETAT de Johan Grimonprez 🇧🇪 Belgique 🇫🇷 France 🇳🇱 Pays-Bas PRIX DU MEILLEUR PORTRAIT MICHEL GONDRY, DO IT YOURSELF de François Nemeta 🇫🇷 France PRIX DU MEILLEUR COURT-MÉTRAGE THE STORY OF NE KUKO de Festus Toll 🇳🇱 Pays-Bas MENTION SPÉCIALE COURT-MÉTRAGE DOOR OF NO RETURN de Suzanne Smith et Sylvia Solf 🇺🇸 États-Unis PRIX DU MEILLEUR COURT-MÉTRAGE CANADIEN ElleX / ElleY de Valeria Galluccio 🇨🇦 Canada 🇨🇦 PRIX DE LA MEILLEURE OEUVRE CANADIENNE L’AVENIR d’Emmanuel Schwartz 🇨🇦 Canada MENTION SPÉCIALE LONG-MÉTRAGE SO SURREAL, BEHIND THE MASKS de Neil Diamond et Joanne Robertson 🇨🇦 Canada | Membres du jury — COMPÉTITION INTERNATIONALE — LONGS-MÉTRAGES Isabella Cichero Productrice et gestionnaire culturelle, Festival de Teatro Biobío 🇨🇱 Chili 🇬🇹 Guatemala Fany Fulchiron Productrice, directrice et distributrice, Opéra national de Paris 🇫🇷 France Luc Bourdon Réalisateur 🇨🇦 Canada Florian Cauderlier Programmateur, ARTE 🇫🇷 France Václav Ševčík Gestionnaire culturel, Film and Architecture Festival 🇨🇿 République tchèque Membres du jury — COMPÉTITION INTERNATIONALE — COURTS-MÉTRAGES Phil Grabsky Directeur général, Seventh Art Productions 🇬🇧 Royaume-Uni Enrichetta Cardinale Fondatrice, Dart Barcelone 🇪🇸 Espagne Marco Caberlotto Producteur associé, Kublai Film 🇮🇹 Italie Ishita Tiwary Chercheure, Université Concordia 🇨🇦 Canada 🇮🇳 Inde Membres du jury — COMPÉTITION NATIONALE Laura Bari Réalisatrice et productrice 🇦🇷 Argentine 🇨🇦 Canada Léa Chikhani Directrice de galerie, Galerie Sfeir-Semler 🇱🇧 Liban 🇨🇦 Canada Kaveh Nabatian Musicien et réalisateur 🇮🇷 Iran 🇨🇦 Canada |
| ------- | ----- | ------------- | --- | --- |
| 42e     | 2024  | 14 au 24 mars | GRAND PRIX LA RICERCA de Giuseppe Petruzzellis Italie PRIX DU JURY THE ARTIST’S DAUGHTER de Margarita Linton Israel PRIX DU MEILLEUR ESSAI GHOSTS OF BAGGOTONIA de Alan Gilsenan États-Unis PRIX DU MEILLEUR PORTRAIT AN OWL, A GARDEN AND THE WRITER de Sara Dolatabadi France Suisse Iran PRIX DU MEILLEUR COURT-MÉTRAGE THE GREAT ENDEAVOR de Liam Young États-Unis Australie MENTION SPÉCIALE COURT-MÉTRAGE BIG BANG HENDA de Fernanda Polacow Portugal Angola PRIX DE LA MEILLEURE OEUVRE CANADIENNE THE GEOGRAPHIES OF DAR de Monique LeBlanc Canada PRIX DU MEILLEUR COURT-MÉTRAGE CANADIEN ART ROBOTS de Mathieu Fortin Canada PRIX HOMMAGE Alain Fleischer, écrivain, cinéaste, artiste, photographe et directeur du Fresnoy-Studio national des arts contemporains France | Membres du jury COMPÉTITION INTERNATIONALE - LONGS-MÉTRAGES - Mireia Gubern Badia Directrice, CaixaForum+ Espagne - Layane Chawaf Responsable cinéma, Institut du monde arabe Syrie France - Silvia De Felice Cheffe des projets d’art du département culturel, Rai Radiotelevisione Italiana Italie - Edward Humphrey Directeur général, Marquee TV Angleterre - Bruno Dequen Rédacteur en chef, Revue 24 images France Canada Membres du jury COMPÉTITION INTERNATIONALE - COURTS-MÉTRAGES - Laura Trisorio Propriétaire et directrice de Studio Trisorio art gallery, Fondatrice de Festival Artecinema Italie - Gavin Humphries Directeur général, NOWNESS Angleterre - Jaume Ripoll Cofondateur et responsable du contenu et du développement, Filmin Espagne Membres du jury COMPÉTITION NATIONALE - Evelyne de la Chenelière Écrivaine et comédienne Canada - Youssef Shoufan Photographe, réalisateur, auteur et animateur Syrie Canada - Léane Labrèche-Dor Comédienne Canada |
| 41e     | 2023  | 14 au 26 mars | GRAND PRIX INSIDE MY HEART de Saskia Boddeke Pays-Bas PRIX DU JURY HIDDEN LETTERS de Violet Du Feng Allemagne États-Unis Chine Norvège PRIX DE LA MEILLEURE OEUVRE CANADIENNE OKAY ! (THE ASD BAND FILM) de Mark Bone Canada PRIX DU MEILLEUR ESSAI THE FAITHFUL : THE KING, THE POPE, THE PRINCESS de Annie Berman États-Unis PRIX DU MEILLEUR PORTRAIT MUSIC UNDER THE SWASTIKA — THE MAESTRO AND THE CELLIST OF AUSCHWITZ de Christian Berger Allemagne PRIX DU MEILLEUR COURT-MÉTRAGE PENDULUM de Manuel Mathieu Canada MENTION SPÉCIALE COURT-MÉTRAGE WHITE SHADOW de Claude Piguet et Annelore Schneider Suisse Angleterre PRIX HOMMAGE Beirut Art Film Festival Liban | Membres du jury LONGS-MÉTRAGES - Marie-Thérèse Fortin Comédienne Canada - Fatima Zahra-Lakrissa Commissaire d’exposition indépendante et chercheuse Maroc - Olivier Godin Directeur artistique à la Salle Bourgie et Fondation Arte Musica au Musée des beaux-arts de Montréal Canada - Mercedes Sader Directrice de ARCA International Festival of Films sur Artsdee Uruguay - Roxanne Gaucherand Réalisatrice et scénariste France Membres du jury COURTS-MÉTRAGES - Amandine Gay Réalisatrice France - Sophie Cadieux Comédienne Canada - Christian O. Pacheco Camara Directeur et fondateur du Fotogenia Film Festival Mexique |
| 40e     | 2022  | 15 au 27 mars | GRAND PRIX SERGIO LARRAIN, THE ETERNAL MOMENT de Sebastián Moreno Chili PRIX DU JURY LICHT THE STOCKHAUSEN’S LEGACY de Oeke Hoogendijk Pays-Bas PRIX DE LA MEILLEURE OEUVRE CANADIENNE JE ME SOULÈVE de Hugo Latulippe Canada PRIX DU MEILLEUR ESSAI TO UNVEIL A STAR de Juul Hondius Pays-Bas PRIX DU MEILLEUR PORTRAIT VENICE ELSEWHERE de Elia Romanelli Italie PRIX DU JURY COURT-MÉTRAGE WE ARE NOT SPEAKING THE SAME LANGUAGE de Danika St-Laurent Canada PRIX DU MEILLEUR COURT-MÉTRAGE YOLLOTL de Fernando Colin Roque Mexique PRIX HOMMAGE René Rozon, consultant et commissaire de films sur l'art, fondateur du Festival International du Film sur l'Art (Le FIFA) Canada | Membres du jury LONGS-MÉTRAGES - Evelynne Brochu Actrice Canada - Silvia Lucchesi Directrice de Lo Schermo dell'Arte Italie - Joanna Raczynska Programmatrice de films à la National Gallery of Art États-Unis - Vincent Rimbaux Auteur-réalisateur France Membres du jury COURTS-MÉTRAGES - Miryam Charles Réalisatrice et directrice de la photographie Canada - Audrey Genois Directrice - MOMENTA Biennale de l’image Canada - Sanghoon Lee Programmateur et commissaire Corée du Sud |
| 39e     | 2021  | 16 au 28 mars | GRAND PRIX QUEEN LEAR de Pelin Esmer Turquie PRIX DU JURY BEIJING SPRING de Andy Cohen, Gaylen Ross États-Unis PRIX DU MEILLEUR ESSAI EX AEQUO AKEJI, LE SOUFFLE DE LA MONTAGNE de Corentin Leconte et Mélanie Schaan France Japon J’AI RETROUVÉ CHRISTIAN B. d’Alain Fleischer France PRIX DU MEILLEUR PORTRAIT THE VASULKA EFFECT de Hrafnhildur Gunnarsdottir Islande République Tchèque Danemark PRIX DE LA MEILLEURE ŒUVRE CANADIENNE HABITER LE MOUVEMENT – UN RÉCIT EN 10 CHAPITRES de Béatriz Mediavilla Canada PRIX DU MEILLEUR COURT-MÉTRAGE CANADIEN NAVIGATION de Marlene Millar Canada Mention spéciale ENRACINÉE d’Annie Leclair Canada PRIX DU MEILLEUR COURT-MÉTRAGE BEING AND BECOMING de Maite Abella Canada | Membres du jury LONGS-MÉTRAGES - Christine Beaulieu Artiste, dramaturge et comédienne Canada - Eunice Bélidor Directrice de la FOFA Gallery - Université Concordia Canada - Roberto Pisoni Directeur - Sky Arte Italie - Brigitte Poupart Réalisatrice et metteure en scène Canada - Yu Shimizu Programmatrice de films - Visual Industry Promotion Organization (VIPO) Japon Membres du jury COURTS-MÉTRAGES - David Combe Rédacteur en chef de l’émission culturelle « Tracks » - ARTE France France - Brittany Shaw Assistante curatoriale - Département de cinéma du MoMA États-Unis - Mani Soleymanlou Comédien, dramaturge et metteur en scène québécois & Directeur artistique désigné - Théâtre français (TF) du Centre national des arts (CNA) Canada Membres du jury MEILLEUR COURT-MÉTRAGE CANADIEN - Marianne Bousquet Étudiante - Collège André-Grasset - Jorge Contreras Portillo Étudiant - Cégep Marie-Victorin - Émile Crevier Étudiant - Collège de Maisonneuve - Vincent Dallaire Étudiant - Cégep de l’Outaouais - Coralie Ford Étudiante - Cégep Garneau (Québec) - Élie Jonathan Okounou Étudiant - Cégep Édouard-Montpetit (Longueuil) - Marianne Richard Étudiante - Cégep du Vieux Montréal |
| 38e     | 2020  | 17 au 29 mars | GRAND PRIX WE ARE NOT PRINCESSES de Bridgette Auger, Itab Azzam Royaume-Uni États-Unis LE PRIX DU JURY QUE L’AMOUR de Laetitia Mikles France PRIX DU MEILLEUR ESSAI ARCHITECTURE OF INFINITY de Christoph Schaub Suisse PRIX DU MEILLEUR PORTRAIT LEMEBEL de Joanna Reposi Garibaldi Chili Colombie PRIX CINEPLEX ODEON QUARTIER LATIN DE LA MEILLEURE ŒUVRE CANADIENNE HAIDA MODERN de Charles Wilkinson Canada PRIX DU MEILLEUR COURT MÉTRAGE L’ÂGE D’OR de Eric Minh Cuong Castaing France | Membres du jury LONGS-MÉTRAGES - Emelie de Jong Directrice de l’unité arts et spectacles d’ARTE France France - Phoebe Greenberg Fondatrice et directrice de Phi Canada - Laurent Métivier Chef du service audiovisuel de l’Opéra de Paris France - Cosimo Terlizzi Artiste visuel et directeur artistique du Asolo Art Film Festival Italie Membres du jury COURTS-MÉTRAGES - Catherine Bédard Commissaire des expositions et directrice adjointe du Centre culturel canadien, Ambassade du Canada à Paris France Canada - Marley Hansen Programmatrice NOWNESS Royaume-Uni - Rad Hourani Artiste multidisciplinaire France Canada |
| 37e     | 2019  | 19 au 31 mars | GRAND PRIX LA CHANA de Lucija Stojevic Espagne LE PRIX DU JURY ETGAR KERET : BASED ON A TRUE STORY de Stephane Kaas Pays-Bas PRIX DU MEILLEUR ESSAI WHERE ARE YOU, JOÃO GILBERTO? de Georges Gachot Suisse PRIX DU MEILLEUR PORTRAIT ESCHER: JOURNEY INTO INFINITY. NARRATED BY STEPHEN FRY de Robin Lutz Pays-Bas PRIX CINEPLEX ODÉON QUARTIER LATIN DE LA MEILLEURE ŒUVRE CANADIENNE IMMACULATE MEMORIES: THE UNCLUTTERED WORLDS OF CHRISTOPHER PRATT de Kenneth Harvey Canada COURTS-MÉTRAGES ET ŒUVRES INTERACTIVES PRIX DU COURT-MÉTRAGE ELSEWHERE de Adrian Figueroa Allemagne MEILLEURE ŒUVRE INTERACTIVE 3 MENTIONS SPÉCIALES CLAUDE MONET - L’OBSESSION DES NYMPHÉAS de Nicolas Thépot France GODS OF DANCE de Jayson Tang États-Unis CARRIBERRIE de Dominic Allen Australie | Membres du jury - Manon Barbeau Documentariste et cofondatrice du Wapikoni mobile Canada - Dominique Ferré Conseiller de programmes de l’Unité Documentaires, art et culture de France 5 France - Émilie Perreault Journaliste culturelle et réalisatrice Canada - Jonathan Pouthier Attaché de conservation au service de la collection Film du Musée national d’art moderne Centre Pompidou France Membres du jury (Courts-métrages et volet FIFA Experientia) - Jean-Christophe Yakono Directeur de création chez 4U2C et au Cirque du soleil Canada - Alexia Bürger Auteure et metteure en scène Canada - Khoa Lê Réalisateur Canada |
| 36e     | 2018  | 8 au 18 mars  | GRAND PRIX DERNIÈRES NOUVELLES DU COSMOS de Julie Bertuccelli France PRIX DU JURY WHERE IS ROCKY II? de Pierre Bismuth France Allemagne Belgique Italie PRIX DU MEILLEUR ESSAI BETWEEN CALCULUS AND RANDOM de Jürg Egli Suisse PRIX DU MEILLEUR PORTRAIT MSTISLAV ROSTROPOVITCH, L’ARCHER INDOMPTABLE de Bruno Monsaingeon France PRIX DE LA MEILLEURE ŒUVRE CANADIENNE MEGALODEMOCRAT: THE PUBLIC ART OF RAFAEL-LOZANO-HEMMER de Benjamin Duffield Canada Mexique États-Unis Angleterre | Membres du jury - Marie-Ève de Grave Belgique - Adrien Grimmeau Belgique - Bénédicte Décary Canada - Jacinthe Brisebois Canada |
| 35e     | 2017  | 10 au 20 mars | GRAND PRIX BELLE DE NUIT – GRISÉLIDIS RÉAL, AUTOPORTRAITS de Marie-Ève De Grave Belgique PRIX DU JURY DANS LES PAS DE TRISHA BROWN de Marie-Hélène Rebois France PRIX DU MEILLEUR PORTRAIT PAVLENSKY – MAN AND MIGHT de Irène Langemann Allemagne PRIX DU MEILLEUR ESSAI KOUDELKA, SHOOTING HOLY LAND de Gilad Baram République tchèque PRIX SPÉCIAL WIM de Lut Vandekeybus France | Président - Marc Séguin Canada Membres du jury - Étienne Desrosiers Canada - Colette Loumède Canada - Chantal Molleur Canada - Pascale Raynaud France |
| 34e     | 2016  | 10 au 20 mars | GRAND PRIX LA COLLECTION QUI N’EXISTAIT PAS de Joachim Olender Belgique PRIX DU JURY ONE MILLION STEPS de Eva Stotz Allemagne Turquie Pays-Bas PRIX DU MEILLEUR FILM ÉDUCATIF Ex æquo LE CERCLE DE KANTOR de Adrianna Książek, Iwo Książek Pologne VIVA DADA de Régine Abadia France PRIX DE LA CRÉATION SOUNDHUNTERS, UNE EXPÉDITION MUSICALE de Béryl Koltz Luxembourg France PRIX DE LA MEILLEURE ŒUVRE CANADIENNE Ex æquo NOUS AUTRES, LES AUTRES de Jean-Claude Coulbois Canada UN HOMME DE DANSE de Marie Brodeur Canada PRIX DU MEILLEUR PORTRAIT HOCKNEY de Randall Wright Royaume-Uni PRIX DU MEILLEUR ESSAI JUSTE AVANT L’ORAGE de Don Kent France PRIX DE LA MEILLEURE BIOGRAPHIE GIOVANNI SEGANTINI – MAGIE DE LA LUMIÈRE de Christian Labhart Suisse PRIX DU MEILLEUR FILM POUR LA TÉLÉVISION Parrainé par Digital Cut COCOTTES ET COURTISANES DANS L'ŒIL DES PEINTRES de Sandra Paugam France PRIX LILIANE STEWART POUR LES ARTS DU DESIGN Parrainé par le Council for Canadian American Relations GETTING FRANK GEHRY de Sally Aitken Australie MENTION SPÉCIALE PAOLO VENTURA, VANISHING MAN de Erik Van Empel Pays-Bas | Président - Paul Maréchal Canada Membres du jury - Nathalie Barton Canada - Pascal Gélinas Canada - Joseph Hillel Canada - Mariella Pandolfi Canada |
| 33e     | 2015  | 19 au 29 mars | GRAND PRIX BEFORE THE LAST CURTAIN FALLS de Thomas Wallner Allemagne Belgique PRIX DU JURY Ex æquo CONCRETE LOVE de Maurizius Staerkle-Drux Allemagne Suisse ART WAR de Marco Wilms Allemagne PRIX DU MEILLEUR FILM ÉDUCATIF THE SKIES OVER DRESDEN de Paul Cohen Pays-Bas PRIX DE LA CRÉATION LA PART DE L’OMBRE de Olivier Smolders Belgique France PRIX DE LA MEILLEURE ŒUVRE CANADIENNE STRANGE AND FAMILIAR: HOME, HOPE AND ARCHITECTURE ON FOGO ISLAND de Marcia Connolly, Katherine Knight Canada PRIX DU MEILLEUR ESSAI Parrainé par Le Devoir LE RETOUR EST LE MOUVEMENT DU TAO : ZHU XIAO-MEI ET LES VARIATIONS GOLDBERG de Michel Mollard France PRIX DU MEILLEUR PORTRAIT I’M A CREATIVE ANIMAL de Barbara Seiler Suisse Allemagne PRIX DU MEILLEUR REPORTAGE BALLET BOYS de Kenneth Elvebakk Norvège PRIX DU MEILLEUR FILM POUR LA TÉLÉVISION Parrainé par Digital Cut WRITE DOWN, I AM AN ARAB de Ibtisam Mara’Ana Menuhin Israël Palestine PRIX LILIANE STEWART POUR LES ARTS DU DESIGN Parrainé par la Fondation MacDonald Stewart NEON de Eric Bednarski Pologne PRIX ICI ARTV POUR LA MEILLEURE RÉALISATION CANADIENNE FRANCOPHONE UNE COURTE HISTOIRE DE LA FOLIE de Isabelle Hayeur Canada PRIX ICI ARTV TREMPLIN POUR LE MONDE BLACK AND TAN FANTASY / RÉPÉTITION de Mario Côté Canada | Hommage CHECKERBOARD FILM FOUNDATION Président - Don Kent Écosse Membres du jury - Jennifer Alleyn Canada - Camille Guichard France - Anita Hugi Suisse - Raymond St-Jean Canada |
| 32e     | 2014  | 20 au 30 mars | GRAND PRIX VIVIAN MAIER: WHO TOOK NANNY’S PICTURES? de Jill Nicholls Royaume-Uni PRIX DU JURY BREATHING EARTH: SUSUMU SHINGU’S DREAM de Thomas Riedelsheimer Allemagne PRIX DU MEILLEUR FILM ÉDUCATIF THE DAY CARL SANDBURG DIED de Paul Bonesteel États-Unis PRIX DE LA CRÉATION Parrainé par Groupe Média TFO OFF GROUND de Boudewijn Koole Pays-Bas PRIX DE LA MEILLEURE ŒUVRE CANADIENNE UNE CHAISE POUR UN ANGE de Raymond St-Jean Canada Finlande PRIX DU MEILLEUR ESSAI Parrainé par Le Devoir BEAT GENERATION de I by Xavier Villetard France PRIX DU MEILLEUR PORTRAIT PICASSO, L’INVENTAIRE D’UNE VIE de Hugues Nancy France PRIX DU MEILLEUR REPORTAGE THE NEW RIJKSMUSEUM 4 de Oeke Hoogendijk Pays-Bas PRIX DU MEILLEUR FILM POUR LA TÉLÉVISION Parrainé par Digital Cut Ex æquo AKA NORMAN PARKINSON de Nicola Roberts Royaume-Uni L’AUTRE KARAJAN de Eric Schulz Autriche Allemagne PRIX LILIANE STEWART POUR LES ARTS DU DESIGN Parrainé par la Fondation MacDonald Stewart FROM GRAIN TO PAINTING de Branko Istvancic Croatie Serbie PRIX ICI ARTV POUR LA MEILLEURE RÉALISATION CANADIENNE FRANCOPHONE UNE CHAISE POUR UN ANGE de Raymond St-Jean Canada Finlande PRIX ICI ARTV TREMPLIN POUR LE MONDE LE VERTIGE DE L’ÉTOILE de Éric Côté, Jean-Pierre Dussault Canada MENTIONS SPÉCIALES DREAMING CHAVELA de Rafael Amargo Espagne LUCIEN HERVÉ, PHOTOGRAPHE MALGRÉ LUI de Gerrit Messiaen Belgique | Hommage ALAN YENTOB Présidente - Danielle Sauvage Canada Membres du jury - Matthias Bürcher Suisse - Phil Comeau Canada - Claude François Belgique - Jean-Paul Fargier France |
| 31e     | 2013  | 14 au 24 mars | GRAND PRIX Parrainé par Astral HELSINKI MUSIC CENTRE - PRELUDE de Matti Reinikka, Miisa Latikka Finlande PRIX DU JURY Parrainé par Zone3 LUMIÈRE CRUE de Justin Simms Canada PRIX DU MEILLEUR FILM ÉDUCATIF Parrainé par Télé-Québec JOHN CAGE - JOURNEYS IN SOUND de Paul Smaczny, Allan Miller Allemagne PRIX DE LA CRÉATION Parrainé par Groupe Média TFO GLAUSER de Christoph Kühn Suisse PRIX DU MEILLEUR FILM CANADIEN Parrainé par Digital Cut DANS UN OCÉAN D'IMAGES de Helen Doyle Canada PRIX DU MEILLEUR ESSAI Parrainé par Le Devoir BRANCUSI de Alain Fleischer France PRIX DU MEILLEUR PORTRAIT Parrainé par Entreprises Vidéo Service SOL LEWITT de Chris Teerink Pays-Bas PRIX DU MEILLEUR REPORTAGE Parrainé par Concept Audio-Visuel HUGUETTE OUGNY, LE GOÛT DE VIVRE de Pascal Gélinas Canada PRIX DU MEILLEUR FILM POUR LA TÉLÉVISION Parrainé par Digital Cut THE DREAMS OF WILLIAM GOLDING de Adam Low Royaume-Uni PRIX LILIANE STEWART POUR LES ARTS DU DESIGN Parrainé par la Fondation MacDonald Stewart THE SUCCESSOR OF KAKIEMON de Suzanne Raes Pays-Bas PRIX TREMPLIN POUR LE MONDE ARTV LA LONGUEUR DE L'ALPHABET de Joe Balass Canada MENTION SPÉCIALE THE MAN WHO INVENTED HIMSELF - DUANE MICHALS de Camille Guichard France | Hommage Gerald Fox Royaume-Uni Président - Olivier Kaeppelin France Membres du jury - Michael House États-Unis - Monique Leblanc Canada - Michel Ouellette Canada - Françoise Wolff Belgique |
| 30e     | 2012  | 15 au 25 mars | GRAND PRIX Parrainé par Astral OPALKA – ONE LIFE, ONE ŒUVRE de Andrzej Sapija Pologne PRIX DU JURY Parrainé par Zone3 ! W.A.R. WOMEN ART REVOLUTION de Lynn Hershmann Leeson Etats-Unis PRIX DU MEILLEUR FILM ÉDUCATIF Parrainé par Télé-Québec LA SPIRA de Gérald Caillat France Italie PRIX DE LA CRÉATION Parrainé par Groupe Média TFO SOUNDBREAKER de Kimmo Koskela Finlande PRIX DU MEILLEUR FILM CANADIEN Parrainé par Digital Cut DÉSERT VENT FEU / BONE WIND FIRE de Jill Sharpe Canada PRIX DU MEILLEUR ESSAI Parrainé par Le Devoir VOYAGE AU BOUT DE CÉLINE de Jean-Baptiste Péretié France PRIX DU MEILLEUR PORTRAIT Parrainé par Entreprises Vidéo Service TINGUELY de Thomas Thümena Suisse PRIX DU MEILLEUR REPORTAGE Parrainé par Concept Audio-Visuel UNFINISHED SPACES de Alysa Nahmias, Benjamin Murray États-Unis PRIX DU MEILLEUR FILM POUR LA TÉLÉVISION Parrainé par Digital Cut AI WEIWEI: WITHOUT FEAR OR FAVOUR de Matthew Springford Royaume-Uni PRIX LILIANE STEWART POUR LES ARTS DU DESIGN Parrainé par la Fondation MacDonald Stewart COLOURING LIGHT: Brian Clarke – AN ARTIST APART de Mark Kidel Royaume-Uni Pays-Bas PRIX TREMPLIN POUR LE MONDE ARTV AUX LIMITES DE LA SCÈNE de Guillaume Paquin Canada MENTION SPÉCIALE ROMAIN GARY – LE ROMAN DU DOUBLE de Philippe Kohly France PRIX DU PUBLIC ARTV FRÉDÉRIC BACK : GRANDEUR NATURE de Phil Comeau Canada | Présidente - Carole Laure Canada Membres - Simon Brault Canada - Jérôme de Missolz France - Christopher Jackson Canada - Salvador Nadales Espagne |
| 29e     | 2011  | 17 au 27 mars | GRAND PRIX Parrainé par Astral ANTWERP CENTRAL STATION de Peter Krüger Belgique PRIX DU JURY Parrainé par le Ministère des Affaires municipales, des Régions et de l’Occupation du territoire PATRICE CHÉREAU : LE CORPS AU TRAVAIL de Stéphane Metge France PRIX DU MEILLEUR FILM ÉDUCATIF Parrainé par Télé-Québec T.S. ELIOT de Adan Low Royaume-Uni PRIX DE LA CRÉATION Parrainé par l’Office national du film du Canada JOANN SFAR (DESSINS) de Mathieu Amalric France PRIX DU MEILLEUR FILM CANADIEN Parrainé par Robichaud Conseil SAINT-DENYS GARNEAU de Jean-Philippe Dupuis Canada PRIX DU MEILLEUR ESSAI Parrainé par Le Devoir THE REACH OF RESONANCE de Steve Elkins Etats-Unis PRIX DU MEILLEUR PORTRAIT Parrainé par Entreprises Vidéo Service BASQUIAT, UNE VIE de Jean Michel Vecchiet France Belgique PRIX DU MEILLEUR REPORTAGE Parrainé par Concept Audio-Visuel COMIC BOOKS GO TO WAR de Mark Daniels Italie PRIX DU MEILLEUR FILM POUR LA TÉLÉVISION Parrainé par Digital Cut NIKI DE SAINT PHALLE ET JEAN TINGUELY, LES BONNIE AND CLYDE DE L’ART de Louise Faure, Anne Julien France PRIX LILIANE STEWART POUR LES ARTS DU DESIGN Parrainé par la Fondation MacDonald Stewart BAUHAUS – MODEL AND MYTH de Niels Bolbrinker, Kerstin Stutterheim Allemagne PRIX TREMPLIN POUR LE MONDE ARTV DIX FOIS DIX de Jennifer Alleyn Canada | Président - Manon Blanchette Canada Membres - Harry Bos Pays-Bas - Henri De Gerlache (Belgique) - Winston McQuade Canada - Sylvie Richard France |
| 28e     | 2010  | 18 au 28 mars | GRAND PRIX Parrainé par le Ministère des Affaires municipales, des Régions et de l’Occupation du territoire ARCHIPELS NITRATE de Claudio Pazienza Belgique PRIX DU JURY Parrainé par Robichaud Conseil THE NEW RIJKSMUSEUM de Oeke Hoogendijk Pays-Bas PRIX DU MEILLEUR FILM ÉDUCATIF Parrainé par Télé-Québec MILTON GLASER: TO INFORM AND DELIGHT de Wendy Keys Etats-Unis PRIX DE LA CRÉATION Parrainé par l’Office national du film du Canada HUBERT VOS ET L’IMPÉRATRICE de Micaela van Rijckevorsel Pays-Bas PRIX DU MEILLEUR FILM CANADIEN Parrainé par PricewaterhouseCoopers MONTRÉAL SYMPHONIE de Bettina Ehrhardt Canada Allemagne PRIX DU MEILLEUR ESSAI Parrainé par Le Devoir DAVID HOCKNEY: A BIGGER PICTURE de Bruno Wollheim Royaume-Uni PRIX DU MEILLEUR PORTRAIT Parrainé par Entreprises Vidéo Service YA SHARR MOUT de Sabine Gisiger Suisse PRIX DU MEILLEUR REPORTAGE Parrainé par Concept Audio-Visuel EXPANSIVE GROUNDS de Gerburg Rohde-Dahl Allemagne PRIX DU MEILLEUR FILM POUR LA TÉLÉVISION Parrainé par Digital Cut BORIS VIAN, LA VIE JAZZ de Philippe Kohly France PRIX TREMPLIN POUR LE MONDE ARTV BULL’S EYE, UN PEINTRE À L’AFFÛT de Bruno Boulianne Canada PRIX DU PUBLIC ARTV IL ÉTAIT DEUX FOIS UN JARDIN de Philippe Baylaucq Canada | Hommage ANDRÉ S. LABARTHE Président - Herménégilde Chiasson Canada Membres - Uli Aumüller Allemagne - Jean Bergeron Canada - Angela Dalle Vacche Etats-Unis - Jules Maeght France |
| 27e     | 2009  | 9 au 19 mars  | GRAND PRIX Parrainé par PricewaterhouseCoopers SOLO de Maciej Pisarek Pologne PRIX DU JURY Parrainé par Robichaud Conseil BORIS RYZHY de Aliona van der Horst Pays-Bas PRIX DU MEILLEUR FILM ÉDUCATIF Parrainé par le Ministère des Affaires municipales et des Régions ZORA NEALE HURSTON: JUMP AT THE SUN de Sam Pollard Etats-Unis PRIX DE LA CRÉATION Parrainé par l’Office national du film du Canada NORA de David Hinton, Alla Kovgan Etats-Unis Royaume-Uni Mozambique PRIX DU MEILLEUR FILM CANADIEN KARSH IS HISTORY de Joseph Hillel Canada PRIX DU MEILLEUR ESSAI Parrainé par Vision Globale LIGHT, NO LIGHT de Ludovica Riccardi Belgique PRIX DU MEILLEUR PORTRAIT Parrainé par Vidéo Service PIOTR ANDERSZEWSKI – VOYAGEUR INTRANQUILLE de Bruno Monsaingeon France PRIX DU MEILLEUR REPORTAGE Parrainé par Concept-Audiovisuel THE OSLO OPERA HOUSE de Anne Elisabeth Andersen Norvège PRIX DU MEILLEUR FILM POUR LA TÉLÉVISION Parrainé par Digital Cut ANTHONY CARO, LA SCULPTURE COMME RELIGION de Alain Fleischer France PRIX TREMPLIN POUR LE MONDE ARTV PEEPSHOW PRIX DU PUBLIC ARTV MORT À VENISE : UN VOYAGE MUSICAL AVEC LOUIS LORTIE de Mathieu Roy Canada | Président - Michel Nuridsany France Membres - Barbara Freed États-Unis - Pierre Houle Canada - Claude Poissant Canada - Werner Volkmer Canada |
| 26e     | 2008  | 6 au 16 mars  | GRAND PRIX Parrainé par Investissements Trévi (5 000 $) JIMMY ROSENBERG – THE FATHER, THE SON & THE TALENT de Jeroen Berkvens Pays-Bas PRIX DU JURY Parrainé par les membres du Conseil d’administration du FIFA (3 000 $) BY THE WAYS, A JOURNEY WITH WILLIAM EGGLESTON de Vincent Gérard, Cédric Laty France PRIX DU MEILLEUR FILM ÉDUCATIF Parrainé par le Ministère des Affaires municipales et des Régions (5 000 $) LOOKING FOR AN ICON de Hans Pool, Maaik Krijgsman Pays-Bas PRIX DE LA CRÉATION Parrainé par l’Office national du film du Canada (3 000 $) HERE AFTER de Wim Vandekeybus PRIX DE LA MEILLEURE ŒUVRE CANADIENNE Ex æquo ACHEVER L’INACHEVABLE de Jean Bergeron Canada L’ATELIER DE MON PÈRE de Jennifer Alleyn Canada PRIX DU MEILLEUR ESSAI Parrainé par Vision Globale LE FRIVOLE ET LE COMPLEXE — LA DENTELLE D’ALENÇON de Alain Fleischer France PRIX DU MEILLEUR PORTRAIT Parrainé par Vidéo Service EILEEN GRAY — INVITATION TO A VOYAGE de Jörg Bundschuh Allemagne PRIX DU MEILLEUR REPORTAGE Parrainé par l’Hôtel XIXe siècle ANDY WARHOL: DENIED de Chris Rodley Royaume-Uni PRIX DU MEILLEUR FILM POUR LA TÉLÉVISION Parrainé par Digital Cut ELLSWORTH KELLY: FRAGMENTS de Edgar B. Howard, Tom Piper États-Unis | Hommage Ken Russell Président - Stéphane Bourguignon Canada Membres - Catherine Bédard France - François Bugingo Canada - Bettina Ehrhardt Allemagne - François Lévy-Kuentz France |
| 25e     | 2007  | 8 au 18 mars  | ANDY WARHOL: A DOCUMENTARY FILM de Ric Burns États-Unis LE BLUES DE L'ORIENT de Florence Strauss Canada CITIZEN LAMBERT : JEANNE D'ARCHITECTURE de Teri Wehn-Damisch France Canada MARGARET GARNER de Mustapha Hasnaoui France PANTAREI de Lars Nilssen Norvège YVES KLEIN, LA RÉVOLUTION BLEUE de François Levy-Kuentz France SIGRID & ISAAC de John Wyver Royaume-Uni ZAHARA & URGA de Rax Rinnekangas Finlande THE GIANT BUDDHAS de Christian Frei Suisse YANG BAN XI: THE EIGHT MODEL WORKS de Yan-Ting Yuen Pays-Bas CAR-MEN de Boris Paval Conen Pays-Bas | Présidente - LORRAINE PINTAL Canada Membres - ALAIN JAUBERT France - ADRIANO KESTENHOLZ Italie - YANN MARTEL Canada - ROBERT MCNAB Royaume-Uni |
| 24e     | 2006  | 9 au 19 mars  | GRAND PRIX parrainé par Pratt & Whitney Canada THE HERMITAGE DWELLERS de Aliona van der Horst Pays-Bas PRIX DU JURY parrainé par l'Institut de Design Montréal TRACES, EMPREINTES DE FEMMES de Katy Léna N'diaye Burkina Faso Belgique PRIX DU MEILLEUR FILM ÉDUCATIF parrainé par Ministère des Affaires municipales et des Régions PAUL KLEE - LE SILENCE DE l'ANGE de Michael Gaumnitz France PRIX DE LA CRÉATION parrainé par l'Office national du film du Canada BIRTH-DAY de Petra Lataster-Czisch, Peter Lataster Pays-Bas PRIX DE LA MEILLEURE ŒUVRE CANADIENNE parrainé par CGI POINT DE FUITE de Oana Suteu Canada PRIX DU MEILLEUR ESSAI parrainé par Sette LE ROSSIGNOL de Christian Chaudet France PRIX DU MEILLEUR PORTRAIT I parrainé par Vidéo Service EX AEQUO RENÉ DEPESTRE, CHRONIQUE D'UN ANIMAL MARIN de Patrick Cazals France BERGMAN - UNE TRILOGIE de Marie Nyreröd Suède PRIX DU MEILLEUR REPORTAGE parrainé par Hôtel XIXe siècle BUILDING THE GHERKIN de Mirjam von Arx Suisse PRIX DU MEILLEUR FILM POUR LA TÉLÉVISION parrainé par Digital Cut BACON'S ARENA de Adam Low Royaume-Uni MENTIONS SPÉCIALES VISIONS FROM THE INFERNO \| DES VISIONS DE l'ENFER de Peter Dimitrov Allemagne Slovaquie MINOTAUROMAQUIA, PABLO DANS LE LABYRINTHE de Juan Pablo Etcheverry Espagne | Hommage RHOMBUS MEDIA Canada Président - PAUL SMACZNY Producteur, réalisateur et scénariste Allemagne Membres - WALTER BOUDREAU Compositeur et chef d'orchestre Canada - DANIELLE SCHIRMAN Cinéaste France - ANNE-MARIE TOUGAS Cinéaste Canada |
| 23e     | 2005  | 10 au 20 mars | GRAND PRIX I GRAND PRIZE Parrainé par Pratt & Whitney Canada (5 000$) Ex æquo NOTES INTERDITES, SCÈNES DE LA VIE MUSICALE EN RUSSIE SOVIÉTIQUE de Bruno Monsaingeon France LEAVING HOME, COMING HOME: A PORTRAIT OF ROBERT FRANK de Gerald Fox Royaume-Uni PRIX DU JURY Parrainé par Sette THE COST OF LIVING de Lloyd Newson Royaume-Uni PRIX DE LA MEILLEURE ŒUVRE CANADIENNE Parrainé par CGI (5 000$) Ex æquo MOLINARI – LA COULEUR CHANTE de Lauraine André G. Canada DANSER PERREAULT de Tim Southam Canada PRIX DU MEILLEUR FILM ÉDUCATIF Parrainé par le Ministère des Affaires municipales et des Régions (5 000 $) MOSHE SAFDIE, LE POUVOIR DE L’ARCHITECTURE de Donald Winkler Canada PRIX DE LA CRÉATION Parrainé par l'Office national du film du Canada (3 000 $) Ex æquo IN THE REALMS OF THE UNREAL de Jessica Yu États-Unis MADA, DEBOUT DE TERRE ET D’EAU de Paul Bloas France PRIX DU MEILLEUR ESSAI Parrainé par la Fondation Émile-Nelligan (3 000 $) Ex æquo SOUPIRS D’ ME de Helen Doyle Canada INTOLLERANZA – UN REGARD SUR L’ACTION SCÉNIQUE DE LUIGI NONO de Bettina Ehrhardt Allemagne PRIX DU MEILLEUR PORTRAIT Parrainé par Vidéo Service Ex æquo TAOISM IN A BOWL OF WATER – THE CHINESE COMPOSER TAN DUN de Andreas Morell Allemagne TÀPIES TEA de Carolina Tubau Espagne PRIX DU MEILLEUR REPORTAGE Parrainé par Hôtel XIXe siècle Ex æquo LA RUE ZONE INTERDITE de Gilbert Duclos Canada MARINA de Naofumi Nakamura Japon PRIX DU MEILLEUR FILM POUR LA TÉLÉVISION Parrainé par Digital Cut THE DALI DIMENSION de Susi Marquès Espagne MENTIONS SPÉCIALES AROUND de Pappi Corsicato Italie ETERNAL GAZE de Sam Chen États-Unis | Hommage PETER SCHAMONI Allemagne Président ALAIN STANKÉ Éditeur, journaliste et auteur Canada Membres - JEANNINE GAGNÉ Productrice et réalisatrice Canada - WILBUR LEGUEBE Réalisateur RTBF Belgique - SYLVAIN ROUMETTE Écrivain, cinéaste France - PETER SCHAMONI Cinéaste Allemagne |
| 22e     | 2004  | 11 au 21 mars | GRAND PRIX parrainé par Pratt & Whitney Canada DANSE, GROZNY, DANSE (THE DAMNED AND THE SACRED) de Jos de Putter Pays-Bas PRIX DU JURY parrainé par I sponsored by CGI PRETTY BIG DIG de Anne Troake Canada PRIX DE LA MEILLEURE ŒUVRE CANADIENNE ORDINAIRE OU SUPER – REGARDS SUR MIES VAN DER ROHE de Joseph Hillel et Patrick Demers Canada PRIX DU MEILLEUR FILM ÉDUCATIF parrainé par Ministère des Affaires municipales du Sport et du Loisir LA DÉLIVRANCE DE TOLSTOÏ de Frédéric Mitterrand France PRIX DE LA CRÉATION parrainé par l'Office national du film du Canada LIVING WITH PASSION: PAUL AND FANNY SINEBRYSCHOFF AS ART COLLECTORS de Terhi Amberla Finlande PRIX DU MEILLEUR ESSAI parrainé par Fondation Émile-Nelligan LES LAMPES AKARI de Danielle Schirman France PRIX DU MEILLEUR PORTRAIT parrainé par Vasco Design International CLAUDIO ABBADO – ENTENDRE LE SILENCE de Paul Smaczny Allemagne PRIX DU MEILLEUR REPORTAGE parrainé par Hôtel XIXe siècle A CONSTRUCTIVE MADNESS de Tom Ball, Brian Neff et Jeffrey Kipnis États-Unis AWARD FOR BEST FILM MADE FOR TELEVISION parrainé par Animavision et I and Digital Cut UN MODÈLE POUR MATISSE : HISTOIRE DE LA CHAPELLE DU ROSAIRE À VENCE de Barbara F. Freed États-Unis | Hommage ROBERT WILSON États-Unis Président - JEAN-LUC MONTEROSSO Délégué général, Paris Audiovisuel Maison européenne de la photographie France Membres - STÉPHANE CRÊTE Comédien et codirecteur artistique Théâtre Momentum Canada - MONIQUE MERCURE Comédienne Canada - MARIO SERENELLINI Journaliste et critique Italie - PAVLA USTINOV Productrice, réalisatrice, scénariste et actrice États-Unis |
| 21e     | 2003  | 13 au 23 mars | GRAND PRIX parrainé par Pratt & Whitney Canada GLENN GOULD:THE RUSSIAN JOURNEY de Yosif Feyginberg Canada PRIX DU JURY parrainé par Domtar THE DIARIES OF VASLAV NIJINSKY de Paul Cox Australie PRIX DE LA MEILLEURE ŒUVRE CANADIENNE parrainé par Téléfilm Canada ROUSSIL OU LE CURIEUX DESTIN D'UN ANARCHISTE IMPÉNITENT de Werner Volkmer Canada PRIX DE LA CRÉATION parrainé par l'Office national du film du Canada IN SPITE OF WISHING AND WANTING de I by Wim Vandekeybus Belgique PRIX DU MEILLEUR PORTRAIT I AWARD FOR BEST PORTRAIT parrainé par Vasco Design International EX AEQUO RALPH ELLISON: AN AMERICAN JOURNEY de Avon Kirkland États-Unis HUNTING DOWN AN ANGEL OR FOUR PASSIONS OF THE SOOTHSAYER POET de Andrey Osipov Russie PRIX DU MEILLEUR REPORTAGE parrainé par Hôtel Place d'Armes A MERE GRAIN OF NOTHING MY DEATH: A LIFE IN POETRY - INGRID JONKER de Saskia van Schaik Pays-Bas PRIX DU MEILLEUR FILM ÉDUCATIF parrainé par Ministère des Affaires municipales et de la Métropole LES GRATTE-CIEL DE MOSCOU de Alexander Krivonos Russie PRIX DU MEILLEUR ESSAI parrainé par Fondation Émile-Nelligan DAVID HOCKNEY: SECRET KNOWLEDGE de Randall Wright Royaume-Uni PRIX DU MEILLEUR FILM POUR LA TÉLÉVISION parrainé par Animavision DICKENS de Chris Granlund Royaume-Uni MENTIONS SPÉCIALES ALEXANDRE PAVLOVITCH LOBANOV de Bruno Decharme France MUSIC FOR ONE APARTMENT AND SIX DRUMMERS de Ola Simonsson, Johannes Stjärne NiIsson Suède WHEN SHE DIED... de Rupert Edwards Royaume-Uni | Hommage PIERRE KORALNIK Suisse Président - MARC-HENRI WAJNBERG Producteur, scénariste et réalisateur 1 Producer, screenwriter and director Wajnsbross Productions Belgique Membres - CATHERINE MILLET Directrice Revue Artpress France - PIERRE KORALNIK Cinéaste Suisse - ANNE-MARIE ROCHER Productrice et réalisatrice TFO-TVOntario Canada - GILLES TREMBLAY Compositeur, pianiste, chef d'orchestre et professeur Canada |
| 20e     | 2002  | 12 au 17 mars | GRAND PRIX I GRAND PRIZE parrainé par \| sponsored by Pratt & Whitney Canada RIVERS ANDTIDES: ANDY GOLDSWORTHY WORKING WITH TIME de Thomas Riedelsheimer Allemagne PRIX DU JURY \| JURY AWARD parrainé par I sponsored by Banque nationale du Canada UN SILLAGE SUR LA MER - ABBADO NONO POLLINI de Bettina Ehrhardt Allemagne PRIX DU MEILLEUR ESSAI I AWARD FOR BEST ESSAY parrainé par I sponsored by télé-Québec JAMES ELLROY'S FEAST OF DEATH de Vikram Jayanti Royaume-Uni PRIX DE LA MEILLEURE ŒUVRE CANADIENNE parrainé par telefilm Canada RAYMOND KLIBANSKY - DE LA PHILOSOPHIE À LA VIE de Anne-Marie Tougas Canada PRIX DE LA CRÉATION I AWARD FOR CREATIVITY parrainé par l'Office national du film du Canada \| sponsored by the National Film Board of Canada SUR LA LONGUEUR D'ONDE DE MICHAEL SNOW, ZOOM ARRIÈRE de Teri Wehn-Damisch France PRIX DU MEILLEUR FILM POUR LA TÉLÉVISION parrainé par Animavision SETTING THE STAGE de Hanne Ida Alsbirk, Alexander Kølpin Danemark PRIX DU MEILLEUR PORTRAIT D'ARTISTE parrainé par Vasco Design International ALBERTO GIACOMETTI : LES YEUX À L’HORIZON de Heinz Bütler Suisse PRIX DU MEILLEUR REPORTAGE I AWARD FOR BEST MEDIA WORK parrainé par I sponsored by Hôtel Place d'Armes LA RAGE ET LE RÊVE DES CONDAMNÉS de Jean-Pierre Krief France PRIX DU MEILLEUR FILM ÉDUCATIF parrainé par Ministère des Affaires municipales et de la Métropole LE BÂTIMENT JOHNSON de Frédéric Compain France | Hommage ALAIN FLEISCHER Président - REINER MORITZ Producteur, réalisateur et distributeur Allemagne Membres - ANTONIO BRUNI Producteur, réalisateur, journaliste et animateur Italie - CHRISTIANE CHARETTE Animatrice Canada - ALAIN FLEISCHER Cinéaste, écrivain, photographe et directeur, Le Fresnoy, Studio national des arts contemporains France - MARCEL JEAN Producteur Office national du film du Canada Canada |
| 19e     | 2001  | 13 au 18 mars | GRAND PRIX PRATT & WHITNEY CANADA OSCAR NIEMEYER, UN ARCHITECTE ENGAGÉ DANS LE SIÈCLE de Marc-Henri Wajnberg Belgique, France PRIX DU JURY BANQUE NATIONALE DU CANADA CALATRAVA, DIEU NE JOUE PAS AUX DÉS de Catherine Adda France PRIX TÉLÉFILM CANADA POUR LA MEILLEURE ŒUVRE CANADIENNE (5000 $) ANNE HÉBERT de Jacques Godbout Canada PRIX DE LA CRÉATION DE L'OFFICE NATIONAL DU FILM DU CANADA (1000 $) MARKUS LÜPERTZ de Julius Werner Allemagne PRIX DU MEILLEUR PORTRAIT VASCO DESIGN IMAGINE THE WORK de Tita Jänkälä Finlande PRIX DU MEILLEUR FILM POUR LA TÉLÉVISION ANIMAVISION LIMON : A LIFE BEYOND WORDS de Malachi Roth États-Unis PRIX DU MEILLEUR REPORTAGE HÔTEL PLACE D'ARMES OUSMANE SOW, LE SOLEIL EN FACE de Béatrice Soulé France PRIX DU MEILLEUR ESSAI PLAISIRS LE BESTIAIRE AMOUREUX D'ANNETTE MESSAGER de Heinz Peter Schwerfel Allemagne PRIX DU MEILLEUR FILM ÉDUCATIF EX AEQUO THE BEAUTY OF MY ISLAND de Frank Matter Suisse, États-Unis UNE JOURNÉE D'ANDREI ARSENEVITCH de Chris Marker France | Hommage LESLIE MEGAHY Président - DAVID D'ARCY, Journaliste et critique d'art / Journalist and Art critic États-Unis Membres - MADELEINE ARBOUR Designer d'intérieur Canada - NICO CRAMA Producteur et réalisateur Pays-Bas - JACQUES DROUIN Cinéaste d'animation à l'ONF Canada |
| 18e     | 2000  | 14 au 19 mars | GRAND PRIX PRATT & WHITNEY CANADA LA SEPTIÈME PORTE - PETER EÖTVÖS de Judit Kele France, Allemagne, Hongrie PRIX DU JURY DU COURT MÉTRAGE GEORGES ROUSSE, LA LUMIÈRE ET LA RUINE de Gilles Perru France DU LONG MÉTRAGE BALKAN BAROQUE de Pierre Coulibeuf France, Autriche, Pays-Bas PRIX TÉLÉFILM CANADA POUR LA MEILLEURE ŒUVRE CANADIENNE À LA RECHERCHE DE LOUIS ARCHAMBAULT de Werner Volkmer Canada PRIX DE LA CRÉATION DE L'OFFICE NATIONAL DU FILM DU CANADA LE CAS HOWARD PHILLIPS LOVECRAFT de Pierre Trividic, Patrick- Mario Bernard France PRIX DESJARDINS DU MEILLEUR FILM ÉDUCATIF NINEVEH ON THE CLYDE - THE ARCHITECTURE OF ALEXANDER «GREEK» THOMSON de Murray Grigor Royaume-Uni PRIX VASCO DESIGN DU MEILLEUR PORTRAIT D'UN ARTISTE VIVANT NOIR ET BLANC EN COULEUR de Mira Erdevicki-Charap France, Tchéquie D'UN ARTISTE DISPARU : LE JAZZMAN DU GOULAG de Pierre-Henry Salfati France, Allemagne PRIX DU MEILLEUR ESSAI EA-AEQUO EXPERIMENTUM MUNDI de Grace Yoon, Doris Wedemeier Allemagne LES LEÇONS DE TÉNÈBRES de Christian Chaudet France PRIX DU MEILLEUR REPORTAGE PLUS PRÈS DE LA TERRE de Yves de Peretti France, Maroc PRIX DE LA CONTRIBUTION HISTORIQUE GEORGES DE LA TOUR, PEINTRE ORDINAIRE DU ROY de Adrian Maben France PRIX DU MEILLEUR FILM POUR LA TÉLÉVISION LE DÉFILÉ DES TOILES de Gilles Brenta, Claude François Belgique MENTION SPÉCIALE HOMME QUI MARCHE de Michael Lindeborgh, Mads Tobias Olsen Danemark | Hommage : MARCO AGOSTINELLI Président - PHILIPPE BAYLAUCK Cinéaste indépendant Canada Membres - MARCO AGOSTINELLI Cinéaste Italie - JACQUELINE AUBENAS Professeur de cinéma Belgique - DINU BUMBARU Architecte Canada - FREDDY DENAES Producteur / Distributeur France |
| 17e     | 1999  | 9 au 14 mars  | GRAND PRIX PRATT & WHITNEY CANADA RICHTER, L'INSOUMIS de Bruno Monsaingeon France, Allemagne PRIX DU JURY ANDRÉ MARKOWICZ, LA VOIX D'UN TRADUCTEUR de Anne-Marie Rocher Canada PRIX TÉLÉFILM CANADA POUR LA MEILLEURE ŒUVRE CANADIENNE GABRIELLE ROY de Léa Pool Canada PRIX DE LA CRÉATION DE L'OFFICE NATIONAL DU FILM DU CANADA NUSSIN de Clara van Gool Pays-Bas PRIX DE LA MEILLEURE BIOGRAPHIE MAX DEUTSCH, UN PÉDAGOGUE REBELLE de Mustapha Hasnaoui France PRIX DU MEILLEUR PORTRAIT SI JAMAIS... UN PORTRAIT DE JUDITH MERRIL de Hélène Klodawski Canada PRIX DU MEILLEUR ESSAI VOYAGE À LA LUNE (VIAJE A LA LUNA) de Frederic Amat Espagne PRIX DU MEILLEUR FILM ÉDUCATIF STAIRWAY TO HEAVEN (HIMMELSTIGEN) de Nils Vest Danemark PRIX DE LA CONTRIBUTION ARTISTIQUE EX AEQUO STEVEN HOLL, THE BODY IN SPACE de Michael Blackwood États-Unis JOCHEN GERZ- YOUR. ART. de Heinz Peter Schwerfel France, Allemagne | Hommage MURRAY GRIGOR Président - PETER BRUGGER Chef de la culture de l'ARD Allemagne Membres - LINDA BOUWS Directrice de la chaîne culturelle Kunstkanaal Pays-Bas - YSEULT RIOPELLE Responsable du Catalogue raisonné de Jean-Paul Riopelle Canada - LOUISE D'ARGENCOURT Historienne d'art France - FRANÇOIS GIRARD Cinéaste Canada |
| 16e     | 1998  | 10 au 15 mars | GRAND PRIX PRATT & WHITNEY CANADA THE FUNDAMENTAL GILBERT AND GEORGE de Gerald Fox Royaume-Uni PRIX DU JURY THE WAR SYMPHONIES : SHOSTAKOVICH AGAINST STALINE de Larry Weinstein Canada PRIX TELEFILM CANADA EX AEQUO MYSTÈRE B de Philippe Baylauck Canada PRIX TÉLÉFILM CANADA LA RÉPUBLIQUE DES BEAUX-ARTS : LA MALÉDICTION DE LA MOMIE de Claude Laflamme Canada PRIX DE LA CRÉATION DE L'OFFICE NATIONAL DU FILM DU CANADA HUBERT ROBERT - A FORTUNATE LIFE de Aleksandr Sokourov Russie PRIX DU MEILLEUR PORTRAIT EX AEQUO ISAMU NOGUSHI : STONES AND PAPER de Hiro Narita États-Unis LOUIS KAHN : SILENCE AND LIGHT de Michael Blackwood États-Unis PRIX DU MEILLEUR ESSAI NADRO de Ivana Massetti France PRIX DE LA MEILLEURE ADAPTATION ENTER ACHILLES de Clara van Gool Royaume-Uni PRIX DE LA DÉCOUVERTE CLAUDE VIVIER de Cherry Duyns Pays-Bas PRIX DU MEILLEUR FILM POUR LA TÉLÉVISION DREAMS GIRLS : THE PHOTOGRAPHS OF GUY BOURDIN de Nicola Roberts Royaume-Uni PRIX DU MEILLEUR REPORTAGE CONCERT OF WILLS - MAKING THE GETTY CENTER de Susan Froemke, Bob Eisenhardt, Albert Maysles États-Unis PRIX DU MEILLEUR FILM ÉDUCATIF EX AEQUO ALBERT CAMUS, UN COMBAT CONTRE L'ABSURDE de James Kent France, Royaume-Uni PORGY AND BESS : AN AMERICAN VOICE de Nigel Noble États-Unis | Hommage WIBKE VON BONIN Présidente - WIBKE VON BONIN Productrice et réalisatrice Allemagne Membres - WILLIAM A. EWING Directeur, Musée de l'Élysée Suisse - RENÉE MAHEU Musicologue et biographe Canada - GEORGES NICHOLSON Réalisateur et animateur, Société Radio-Canada Canada - RODNEY WILSON Directeur de l'Unité film, vidéo et télévision. Arts Council of England Royaume-Uni |
| 15e     | 1997  | 11 au 16 mars | GRAND PRIX PRATT & WHITNEY CANADA FRANTZ FANON : BLACK SKIN, WHITE MASK de Isaac Julien Royaume-Uni PRIX DU JURY EX AEQUO THE WORDS OF SILENCE de Luciano Rigolini Suisse O AMOR NATURAL de Heddy Honigmann PRIX TÉLÉFILM CANADA EX AEQUO LODELA de Philippe Baylauck Canada TWO IMPOSSIBLE FILMS de Mark Lewis Canada PRIX DE LA CRÉATION DE L'OFFICE NATIONAL DU FILM DU CANADA BITINGS AND OTHER EFFECTS de Clara van Gool Pays-Bas PRIX DU MEILLEUR PORTRAIT PIERRE KLOSSOWSKI, UN ÉCRIVAIN EN IMAGES de Alain Fleischer France PRIX DU MEILLEUR ESSAI THE OUTRAGE de Mark Karlin Royaume-Uni PRIX DU MEILLEUR FILM POUR LA TÉLÉVISION DEATH FOR FIVE VOICES de Werner Herzog Allemagne PRIX DU MEILLEUR REPORTAGE ARTE NEGATA de Nino Criscenti Italie PRIX DU MEILLEUR FILM ÉDUCATIF L'ORIGINE DU MONDE de Jean-Paul Fargier France | Hommage MICHAEL BLACKWOOD Présidente - PI MICHAEL Cinéaste Danemark Membres - JOYCE BORENSTEIN Cinéaste Canada - KEITH GRIFFITHS Producteur et réalisateur Royaume-Uni - MICHEL LESSARD Professeur d'histoire de l'art Canada - TERI WEHN-DAMISCH Productrice et réalisatrice France |
| 14e     | 1996  | 12 au 17 mars | GRAND PRIX PRATT & WHITNEY CANADA UMBRELLAS de Albert Maysles, Henry Corra, Graham Weinbren États-Unis PRIX DU JURY DE LOTO-QUÉBEC ROBERT MORRIS: THE MIND / BODY PROBLEM de Teri Wehn-Damisch France PRIX DE LA CRÉATION DE L’OFFICE NATIONAL DU FILM DU CANADA OUTSIDE IN de Margaret Williams Royaume-Uni PRIX DU MEILLEUR PORTRAIT LEE MILLER OU LA TRAVERSÉE DU MIROIR de Sylvain Roumette France PRIX DU MEILLEUR ESSAI SOULAGES : PARIS-PÉKIN de Thierry Spitzer France PRIX DU MEILLEUR FILM POUR LA TÉLÉVISION JØRN UTZON - CLOUDS de Pi Michael Danemark PRIX DU MEILLEUR REPORTAGE EX AEQUO I’LL BE YOUR MIRROR de Edmund Coulthard, Nan Goldin Royaume-Uni JIM DINE: A SELF-PORTRAIT ON THE WALLS de Nancy Dine États-Unis PRIX DU MEILLEUR FILM ÉDUCATIF DE L'HÔTEL DU PARC RECLAIMING THE BODY: FEMINIST ART IN AMERICA de Michael Blackwood États-Unis PRIX DU PUBLIC UMBRELLAS de Albert Maysles, Henry Corra, Graham Weinbren États-Unis | Hommage NIGEL FINCH Royaume-Uni Présidente - NADINE COVERT Directrice États-Unis Membres - SUZANNE GERVAIS Peintre, réalisatrice d’animation Canada - ERIC DEVLIN Directeur, Galerie Eric Devlin Canada - SUSANNA PETTERSSON Conservatrice, Service éducatif, Musée des beaux-arts Finlande - GILBERT REID Scénariste, critique d’art et de cinéma Canada |